# Henschel (warenhuis)
Henschel GmbH is een Duitse warenhuisketen, gevestigd in Darmstadt.

## Geschiedenis
In 1897 verwierf Siegmund Rothschild (1870–1940) het voormalige ‘Mecklenburgische Palais’ aan de Marktplatz in Darmstadt. In de periode tussen 1907 en 1929 kocht Rothschild verschillende aangrenzende panden, die deels werden gesloopt en vervangen door nieuwbouw. In de jaren dertig had het warenhuiscomplex zijn huidige omvang bereikt tussen de Marktplatz en de Ernst-Ludwigs-Platz.
In 1935 verkocht Rothschild zijn eigendom aan Henschel en Ropertz KG, opgericht in 1935 door Erich Henschel (1901–1970) en Hans Ropertz (1901–1956). In 1945 werd de weduwe van Rothschild medepartner van Henschel GmbH. 
In 1944 werd het warenhuis bij een luchtaanval gedeeltelijk verwoest, waarna het tussen 1945 en 1956 volgens plannen van de architect Peter Müller weer werd opgebouwd. In de jaren 1990 werd de vierde verdieping uitgebreid en werd er een vijfde verdieping toegevoegd. In 2001 werd het interieur van het warenhuis verbouwd. In de jaren 2010 werd het pand zowel van binnen als van buiten gemoderniseerd. 

## Filialen
Het hoofdkantoor en tevens vlaggenschipwinkel van Henschel bevindt zich aan de Marktplatz in Darmstadt en heeft een oppervlakte van 9.000 m². Daarnaast zijn er nog een tweede filiaal in Darmstadt (Rheinstrasse) en zijn er filialen in  Heidelberg, Lübeck (onder de naam Heick & Schmaltz) en Michelstadt. Anno 2018 heeft het bedrijf ongeveer 400 medewerkers, waarvan ongeveer 220 in Darmstadt.